# Château de Boissezon (Murat-sur-Vèbre)
Pour les articles homonymes, voir Château de Boissezon.
Le château de Boissezon est un ancien château-fort situé à Murat-sur-Vèbre, dans le Tarn (France).
Situé au hameau de Boissezon de Masviel, il n'en reste aujourd'hui qu'une tour ruinée et sauvegardée. C'était le château seigneurial de la communauté d'Ancien Régime de Boissezon de Matviel, devenue avec ses quatre paroisses (Murat, Boissezon, La Bessière et Canac) la commune de Murat, puis de Murat-sur-Vèbre,.
Le promontoire sur lequel il était construit, dans une boucle du ruisseau Rieu-Pourquié, a été peu à peu grignoté pour alimenter un four à chaux utilisé massivement pour le chaulage des prairies agricoles au XIXe siècle. Ses ruines ont servi à construire la départementale qui a remplacé à flanc de montagne la voie historique qui restait sur les hauteurs.

## Historique

### Le temps des mottes et des roques[4]

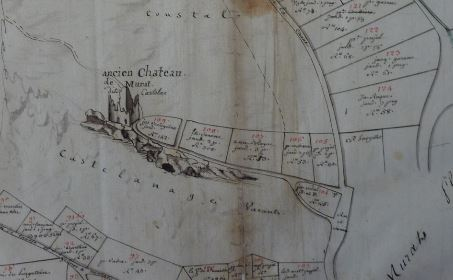
Cadastre de la commune à la fin du XVIIIe siècle

Murat et le château de Boissezon sont cités dès 966 dans le testament de Matfred, vicomte de Narbonne, et de son épouse Adelaïde. Néanmoins, on ne sait pas s'il s'agit alors de Boissezon d'Augmontel ou de Boissezon de Masviel. L'archiviste Emile Jolibois, par ses annotations de l'Êtude du canton de Murat, propose celui de Masviel. Quant à la citation de Murat, c'est une des rares mentions d'une construction médiévale dont les vestiges subsistaient encore à la fin du XVIIIe siècle, mais dont on ne trouvera plus trace dans les archives de la seigneurie. Il en reste le toponyme du Castelas dominant le bourg de Murat-sur-Vèbre.
Mentionnée dans un accord entre le vicomte d'Albi, Bernard Aton IV Trencavel, et le comte de Barcelone, Raimond-Bérenger III, en 1112, la seigneurie se situe dans la vicomté d'Albi, alors tenue par les puissants vicomtes de Trencavel, comme aussi le Camarés voisin et le château de Brusque. À la suite des péripéties guerrières entre les Trencavel et les comtes de Toulouse et surtout la croisade contre les albigeois, toutes les terres que possédait Trencavel dans le diocèse d'Albi constitueront une seigneurie donnée en fief à Philippe de Montfort en avril 1229 (traité de Paris). C'est son fils Philippe II de Montfort qui donnera la seigneurie de Boissezon en fief à un certain Jean de Manicort, ses frères et successeurs en 1268,. Les successions au fil du temps réduiront le vaste territoire, érigé en comté en 1356, mais tout le pays s'étendant de Castres à Lacaune et à Boissezon de Matviel y demeurera. La seigneurie de Castres est aussi entrée dans une nouvelle structure administrative, la sénéchaussée de Carcassonne et Béziers.

### Le «fort de Boissazo»
C'est à la toute fin du XIIIe siècle que les archives plus nombreuses permettent de mieux connaitre la seigneurie de Boissezon de Matviel et son château. Elle s'étend sur quatre paroisses, Sainte-Marie de Boissezon, Saint-Pierre de Canac, Saint-Étienne de Murat et Saint-Pierre-Saint-Paul de La Bessière. Les droits seigneuriaux sont partagés entre le seigneur résidant au château pour les deux parts, et une part à un autre coseigneur selon des règles qui conduiront régulièrement à des disputes et des procès.
Ainsi en 1329, Guilhaume de l'Estendart et ses frères Gaston et Roger qui détiennent les deux tiers des droits conviennent d'un accord avec Déodat de Caylus, coseigneur des baronnies de Caylus et d'Olargues pour le partage des redevances. Un accord analogue avaient déjà été convenu en 1292 et ils viennent alors d'acquérir (en 1326) de nouveaux droits d'un Ayméric du Pont de Camarès à Boissezon. On trouvera à la génération suivante les fils de Guilhaume et de Gaston de L'Estendart. C'est un Pierre de l'Estendart qui aurait acquis la seigneurie de Jeanne de Saint-Feriol, épouse de Hughes de Massilian, seigneur de Camarés.
Dans les toutes premières années du XVe siècle, apparaissent dans des citations de documents disparus, les Peyrusse. Le premier, un Azémar (ou Adhémar) dit Paternac aurait épousé une Jeanne de l'Estendart en 1404 et acquis partie de la seigneurie d'une autre de l'Estendart en 1418, Marguerite.

### Le château des Peyrusse
Cinq générations de Peyrusse vont se succéder à Boissezon de Matviel, toujours seigneur dit "pour les deux parts" et détenant château et justice seigneuriale.
Ils demeurent un temps à Lombers mais l'essentiel de leurs revenus provient des droits prélevés sur la seigneurie de Boissezon de Matviel. Des droits importants, qui font de Bringuier de Peyrusse, le petit fils du premier Peyrusse, le premier des vassaux en revenu du comte de Castres dans les Monts de Lacaune avec 414 livres devant celui de Brassac (182 livres) mais loin derrière le comte (7 000 livres).
Les Peyrusse vont très tôt s'engager dans la religion protestante. Antoine de Peyrusse (~†1572) probablement élevé dans cette religion va "lever" dans son château en mai 1570 une église réformée de «Boissezon, Murat, Canac, Arnac et la moline basse» pour regrouper les groupes de prières du château et du village.
Ils s'engagent aussi dans les épisodes guerriers qui s'étalent de 1562 à 1598, connus sous le nom de guerres de Religion. Les chroniqueurs réformés, contemporains des luttes religieuses dans le pays, nous racontent la violence de l'époque,. Lors d'une trêve des combats entre les Montmorency (alliés aux protestants) et les Joyeuse (catholiques), le roi avait exigé de «vider les châteaux de leurs brigands» et Montmorency donné l'ordre à Pierre de Peyrusse de mettre bon ordre dans celui d'Olargues tenu par le capitaine Pierre. Le consistoire de l'église s'était d'ailleurs réuni l'année précédente, en mai 1584, pour reprocher  à quelques uns de ses fidèles, dont l'oncle de ce capitaine, d'avoir acheté du bétail volé à Olargues. Pierre de Peyrusse attirera le capitaine Pierre à Boissezon sous prétexte d'être le parrain d'un futur baptisé. Et lors du repas dans le château, il sera "saisi, dévalisé de ses armes" et malgré ses supplications tué à coups de dague. Quant à Pierre de Peyrusse, il sera tué l'année suivante "d'une salve d'arquebusades" lors de l'attaque d'un fort proche de Belmont, lui aussi tenu par "un brigand" mais catholique !     
Pierre de Peyrusse sera enseveli dans le cimetière qui se situait devant la porte du château, cimetière cité dans les testaments des Peyrusse de ce temps. On retrouvera ce cimetière, lors de l'exploitation du site, sur la langue de terre qui donne accès au château. Il révèlera outre une trentaine de squelettes, des monnaies du temps de Philippe IV le Bel, de Philippe VI de Valois, de Louis XI et des derniers Valois. Les pièces de monnaie ont été confiées au musée Toulouse-Lautrec à Albi. Un autre ossuaire, un "amas d'ossements humains", avait été découvert dans une excavation proche de la tour existante.
Au décès de Pierre de Peyruse en 1586, la seigneurie reviendra à sa sœur Aldonce qui avait épousé en mai 1575, dans le château de Boissezon, Guillaume de Génibrouse futur seigneur de Saint-Amans-Valtoret.

### Le château des Génibrouse

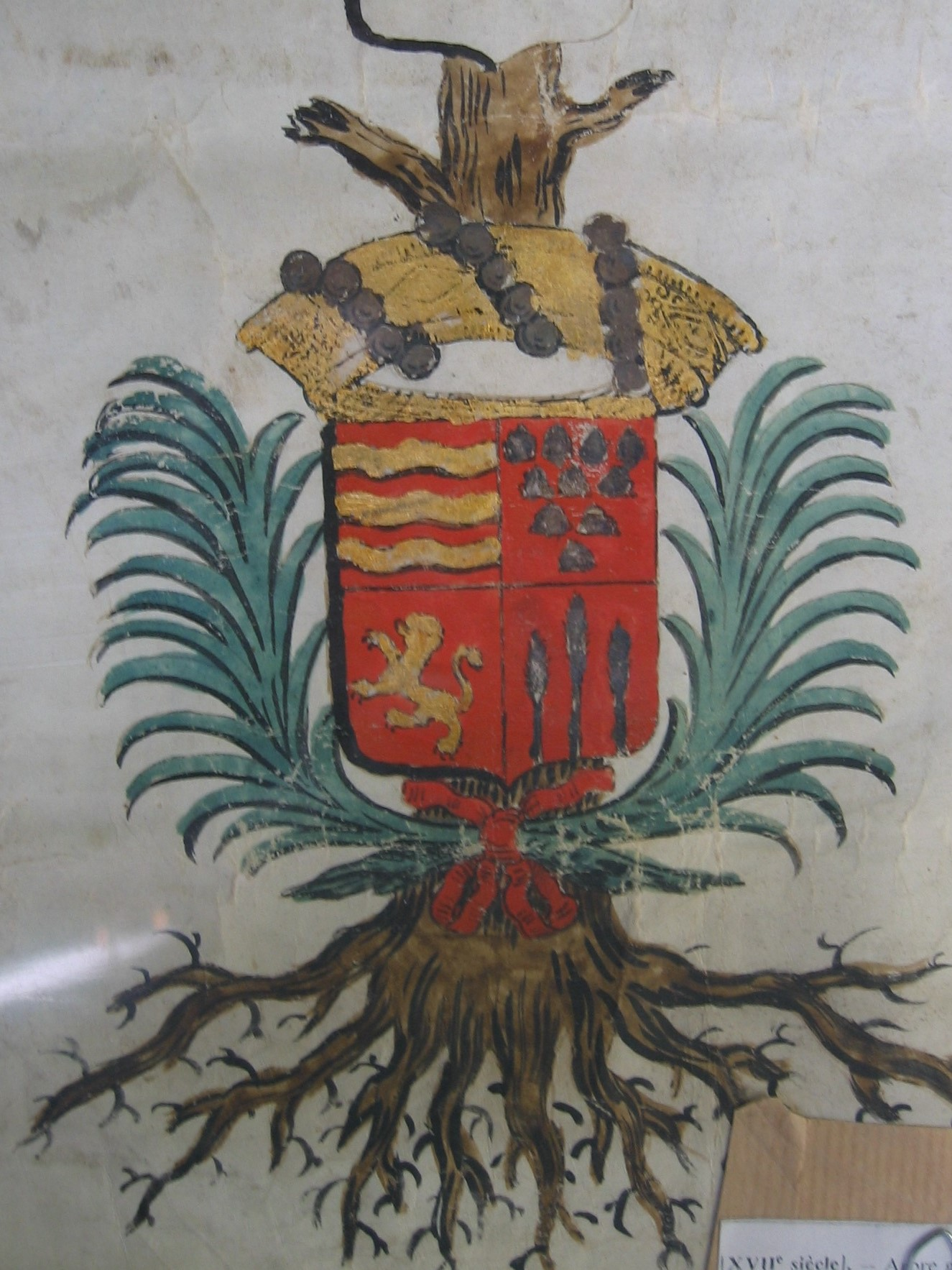
Le blason des Genibrouse au XVIIe siècle

#### Guillaume de Génibrouse
Guillaume de Génibrouse décède "dans les premiers jours de juin 1593", dans leur château voisin de Canac, où la famille s'était retirée lors de la prise par les catholiques de leur château de Saint-Amans, durant les guerres de Religion. La paix revenue, Aldonce retrouvera son château de Boissezon où elle souhaitera être ensevelie dans le cimetière «où ses prédécesseurs ont été ensevelis dans la religion réformée».

#### Nicolas de Génibrouse
Les seigneuries de Saint-Amans et de Boissezon de Matviel reviennent au fils ainé Nicolas. Il prendra les armes pour suivre le duc de Rohan dans le dernier épisode des guerres de Religion en Languedoc, les révoltes huguenotes, et s'engagera dans le parti du frère du roi, Gaston d'Orléans, lorsqu'il tente de soulever la province de Languedoc contre la politique de Richelieu. Il y perdra un temps, entre 1633 et 1637, sa seigneurie de Boissezon et son château de Saint-Amans sera rasé. Rétabli dans ses droits, il désigne son fils Jacques pour héritier et souhaitera être enseveli dans une «chapelle qu'il a de nouveau faite construire proche du château».

#### Jacques de Génibrouse
Jacques de Génibrouse, s'il va reconstituer la seigneurie des Peyrusse en rachetant celle de Canac à son neveu et quelques droits à son cousin Jean de Caylus, est très endetté. Il a dû assurer la dot de quelques-unes de ses huit sœurs.
C'est lors du mariage de son fils ainé Charles, en 1687, avec la fille de son puissant voisin Thomas de Thésan, coseigneur de Boissezon, vicomte du Poujol, seigneur de Nages et lieutenant du roi en Guyenne, que la seigneurie entre dans la maison des Thésan-Poujol. Jacques s'est installé dans son château de Saint-Amans, reconstruit. Il y décède en 1701 dans la religion catholique. La séquence des quatre générations protestantes à la tête de la seigneurie de Boissezon est terminée.

#### Bernard de Génibrouse
Le décès précoce de Charles remet en cause la transaction avec les Thésan-Poujol et son frère Bernard obtient en justice la restitution de ses biens en 1699. Il vendra bientôt sa seigneurie de Saint-Amans.
On note quelques réparations au château, quatre jours de maçon en 1708, pour "la chambre de madame" l'épouse de Bernard, Marguerite de Percin de Montgaillard. Il sera enseveli dans une chapelle de l'église de Boissezon, vers 1726.
Les Thesan-Poujol sont toujours coseigneurs "pour une part" de la seigneurie et l'exercice de la justice seigneuriale est maintenant exercée dans la règle précise des tiers, 16 mois au nom de Monsieur de Saint-Amans à Boissezon et 8 mois à Murat pour Monsieur de Poujol.

#### XVIIIe siècle
C'est à partir du début du XVIIIe siècle que les Génibrouse-Boissezon s'éloignent de leur château. Ils résident dans ceux de leurs épouses, celui de Lédergues puis celui des Roquefeuil seigneur de La Salle et Padiès (aujourd'hui en ruine dans la commune de Padiès, Tarn), et occasionnellement à Boissezon. Le pouvoir économique et politique va se déplacer vers Murat dont la paroisse regroupe près des trois quarts de la population. On y trouve le notaire, le lieutenant de la garde bourgeoise, la maître chirurgien...
Jacques, marquis de Boissezon, le fils ainé de Bernard, fait réaliser cependant des réparations importantes vers 1739 : un millier de livres pour relever une muraille, refaire des planchers, poser de nouvelles portes et fenêtres, un escalier, revoir les 64 canes de toiture et crépir les murs.

#### Révolution française
À la Révolution, les biens nobles sont vendus et la succession du dernier seigneur de Boissezon, Gabriel-Maurice de Génibrouse, comte de Boissezon († 1797), sera partagée en janvier 1799 entre ses héritiers et la République qui s'est réservée la part de son fils « immigré ». Les archives du château sont recueillies par un ancien avocat au parlement de Toulouse qui s'était retiré dans son village de Boissezon, et transmises à son décès au curé de la paroisse, avant d'être déposées aux archives du Capitole à Toulouse. Elles constituèrent le Fonds Génibrouse en grande partie consultable aujourd'hui aux archives départementales de Tarn-et-Garonne (Série II).
Le conseil municipal du 15 mai 1807 réclamera ensuite que le bois de Poux, un bien noble oublié dans la vente, soit vendu "comme l'ont été tous les autres biens à l'exception du château croulé".

## Conservation

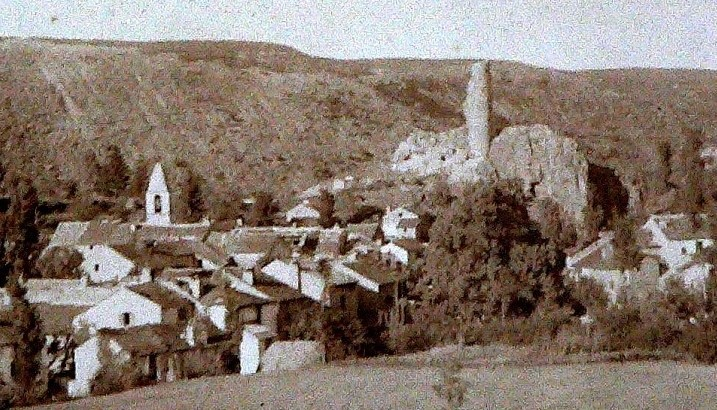
Vue de Boissezon de Masviel en 1896, avec la tour ruinée

C'est en 2005 que la municipalité de Murat-sur-Vèbre engage des travaux de sauvegarde avec le soutien financier de la communauté de communes des Monts de Lacaune.
Une gargouille (en grès rose dit du Rougier) en haut de la tour menaçant de tomber est descendue et installée dans la collection archéologique municipale. Les vestiges du dernier four à chaux sont restaurés et le bâtiment propose une présentation de l'histoire du château et sa restitution avant sa destruction.
On pourra en se promenant dans le hameau, découvrir des pierres de taille en grès rose utilisées en réemploi en encadrement de portes ou de fenêtres de quelques maisons reconstruites au cours du XIXe siècle.

## Architecture

### Lo fort de Boissazo
C'est un document, daté de 1397 par les archivistes, les "usages" de la terre de Boissezon pour Azémar de Peyrusse seigneur pour les deux parts, qui fournit les premières informations sur "lo fort de Boissazo".
C'est un hameau d'une dizaine d'habitations dont on ne cite qu'une d'entre elles en pierres, en partie clos de murailles avec un "portal del senhor". D'autres "ostal" et "casals" sont à l'extérieur, quelques uns au "barri". Des "orts" (jardins) se situent derrière "lospital", on y cite un cimetière "dels pauvres" et un moulin sur le Rieu Pourquiè. Un recensement en 1377 donne le nombre de feux, 19.
Dans le livre vert de Lacaune, recueil de règlements et de droits d'usages, on note celui de 1321 où les deux bayles de Boissezon s'engagent devant celui de Lacaune et les consuls de ne plus percevoir des droits de péages pour les habitants de Lacaune en deçà de la Vèbre. Le "château" de Boissezon n'est sans doute encore qu'un bourg castral avec une forteresse pour le seigneur et ses chevaliers, les artisans et paysans occupant des masures au "barri".

### Le château médiéval

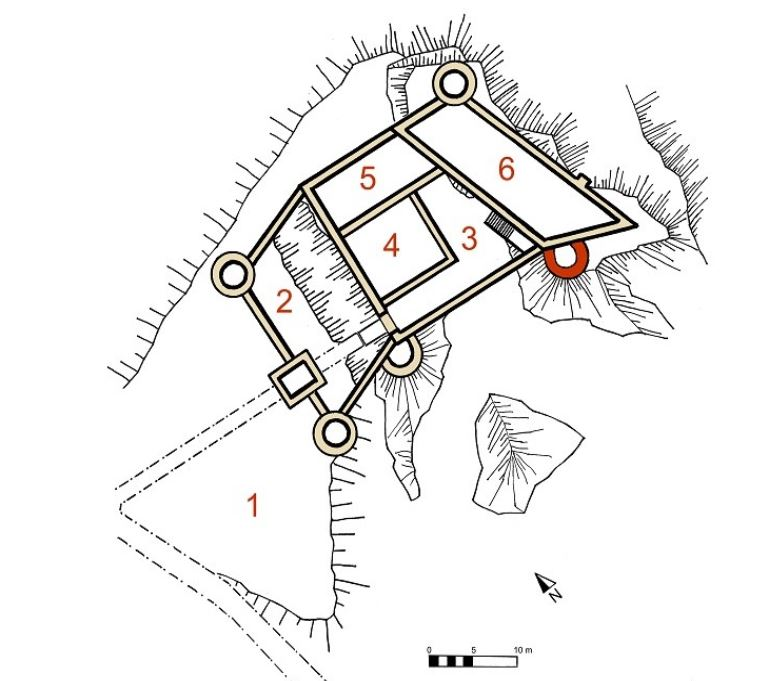
Restitution du château de Boissezon par Xavier Canat1 : Basse-cour - 2 : Fossé - 3 : Cour - 4 : Écuries - 5 : Appartement bas - 6 : Logis seigneurial

Ce sont probablement les Peyrusse qui ont construit le château décrit au XIXe siècle : « C'était cinq tours rondes, reliées entre elles par de lourdes constructions massives, au milieu desquelles était percée la porte extérieure s'ouvrant sous une sombre voûte; au bout de cette voûte était le pont-levis, qu'il fallait passer pour arriver à la seconde porte qui donnait entrée au château. Cet ensemble de constructions formait un front de défense formidable en croissant, dont la tour qui reste occupait l'extrémité sud ; cette dernière, comme celle qui était à l'extrémité opposée, repose sur le rocher massif. »
Un document de 1476, la vente d'un grenier et rez-de-chaussée à Boissezon à un Béranger de Peyrusse écuyer, situe l'acte dans le château. Il est donc probable qu'il fut élevé à partir du début du XVe siècle. Le château ne dispose pas de défense lui permettant de résister aux armements qui vont apparaitre dans le pays lors des guerres de Religion, un siècle plus tard.
C'est avec un canon léger tiré par des chevaux ou des bœufs depuis Castres pour soutenir Lacaune que Pierre de Peyrusse, lieutenant du comte de Montgomery (Gouverneur de Castres), prendra le fort de Nages voisin en 1586. Sont apparus aussi les pétards (récipient métallique rempli de poudre) qui furent utilisés pour prendre le château de Saint-Amans. C'est dans ce contexte que Guillaume de Génibrouse préférera construire une maison forte, le château de Canac, sur un promontoire isolé plutôt que se retirer dans le château de Boissezon.

Xavier Canat proposera, à partir de l'analyse du site et des archives, une restitution du château de Boissezon avant sa destruction.

« J'ai un château noble, en lieu éminent, près le dit lieu de Boissezon, avec tours, basse cour, garennes, fossés et jardins contenant trois cesterées confrontant de levant la rivière de Rieu Pourquié, de midi le chemin qui va du dit lieu de Boissezon au dit château, de couchant les terres des héritiers de Guillaume Viala, de septentrion, la dite rivièr »

— Jacques de Génibrous, Dénombrement de Jacques de Génibrouse, 1672

« Un château, écuries et cour au dit Boissezon, confronté du levant à midy ruisseau du Rieu Pourquié, couchant pateux, bize le sieur Pierre Guiraud, contient le sol du château septante canes, écuries vingt quatre canes, la cour vingt huit canes »

— Compoix de 1719, AM Murat-sur-Vèbre

## Galerie

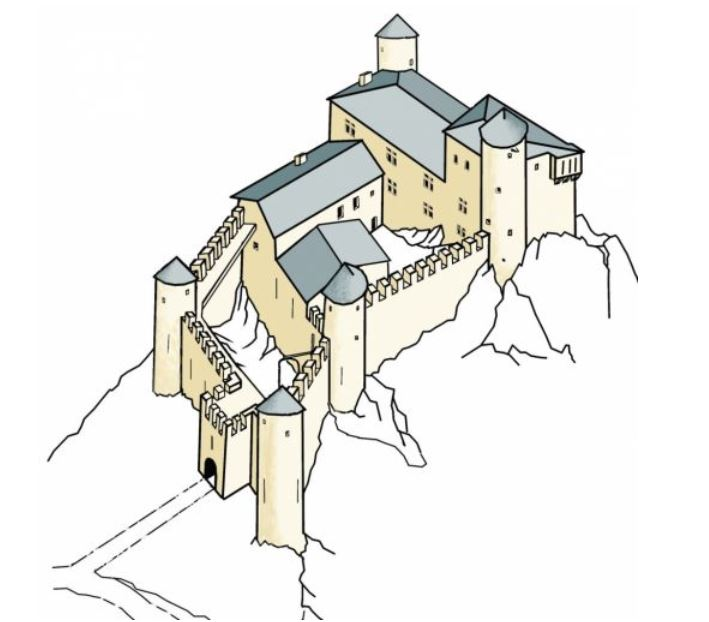
Restitution du château de Boissezon de Matviel
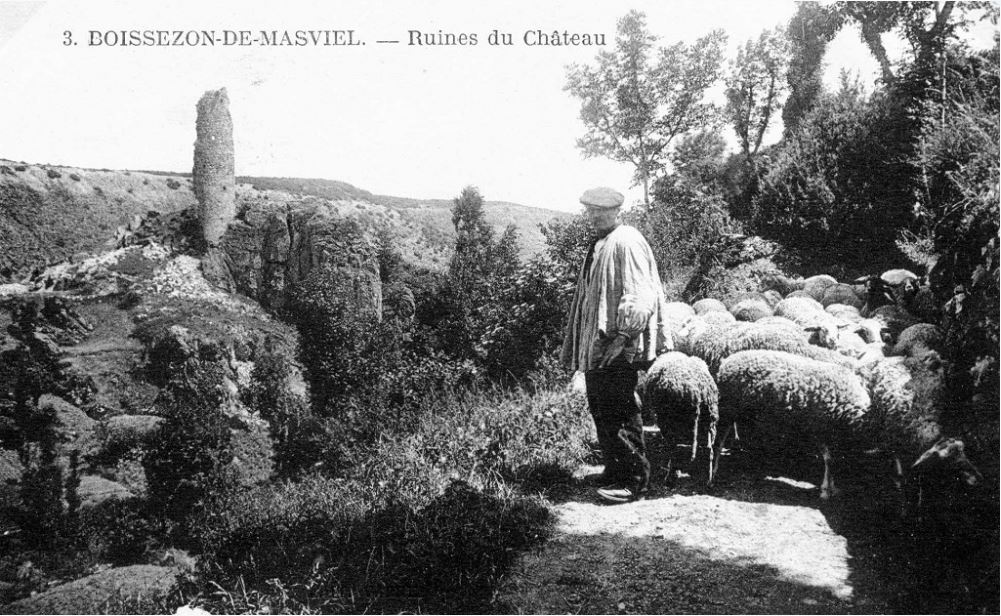
Carte postale ancienne
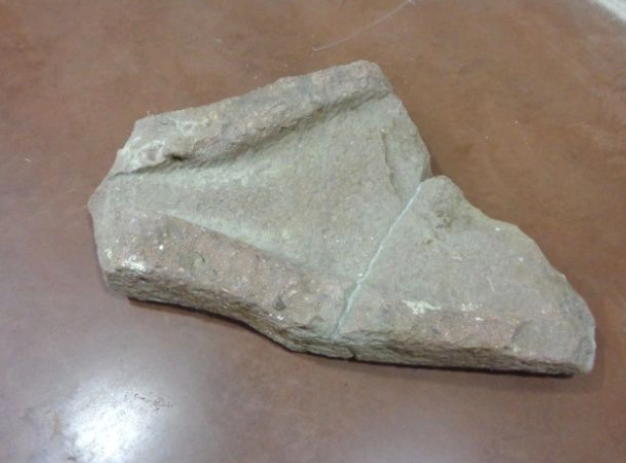
Gargouille du château de Boissezon de Matviel